# Lilja 4-ever
Lilja 4-ever is een dramafilm uit 2002 van de Zweedse regisseur Lukas Moodysson. Oksana Akinsjina speelt in de hoofdrol de 16-jarige Lilja, wier moeder haar verlaten heeft voor een nieuw bestaan in de Verenigde Staten. Het verhaal is gebaseerd op het leven van de in Litouwen geboren Danguole Rasalaitė, en het behandelt de onderwerpen mensenhandel en seksuele slavernij.

## Verhaal
Het 16-jarige meisje Lilja woont samen met haar moeder in een buitenwijk in de voormalige Sovjet-Unie. Op een dag vertelt haar moeder dat zij met haar vriend gaat emigreren naar de Verenigde Staten, wat betekent dat Lilja afscheid moet nemen van haar vrienden. Op de dag van vertrek belooft Lilja's moeder dat Lilja naar Amerika gehaald zal worden als ze daar eenmaal zijn aangekomen.
Lilja wacht braaf het verlossende bericht af maar dit komt maar niet. Haar moeder stuurt haar aanvankelijk af en toe wat geld, maar dat stopt na een tijdje, en haar moeder laat ook niets meer van zich horen. Zo merkt het meisje dat ze is verlaten door haar moeder. Tante Anna dwingt Lilja om in een verlaten flat te gaan wonen waar net een oude man is overleden. Als Lilja de rekeningen niet meer kan betalen, worden water en elektriciteit afgesloten. Droevig als ze is, vindt zij troost bij haar kameraad Volodja, een jongen die een paar jaar jonger is.
Na verschillende keren te zijn uitgeweest met haar vriendin Natasja gaat Lilja vervolgens alleen op stap. Ze gaat met mannen mee naar huis en verdient zo geld om eten te kunnen kopen. Intussen wordt ze, al dromend op een beter leven, verliefd op Andrej. Uiteindelijk wordt Andrej haar vriendje en belooft hij Lilja een beter leven in Zweden te geven. Lilja gaat in op de uitnodiging, pakt haar spullen en neemt emotioneel afscheid van Volodja.
Als ze naar Zweden gaat wordt ze door haar nieuwe "werkgever" in een appartement gevangengezet en verkracht. Ook wordt ze gedwongen seks te met grote hoeveelheden mannen. Intussen pleegt Volodja zelfmoord omdat Lilja hem aan zijn lot heeft overgelaten, in de vorm van een engel keert hij terug naar Lilja. Nadat Lilja heeft geprobeerd te ontsnappen wordt ze in elkaar geslagen door haar pooier, maar ze ontsnapt nog een keer en springt van de brug af.

## Rolverdeling
| Acteur                 | Personage      |
| ---------------------- | -------------- |
| Oksana Akinsjina       | Lilja          |
| Artyom Bogoecharski    | Volodja        |
| Lyubov Agapova         | Lilja's moeder |
| Lilija Sjinkarjova     | Tante Anna     |
| Elina Benenson         | Natasha        |
| Pavel Ponomarjov       | Andrei         |
| Tomasz Neuman          | Witek          |
| Anastasija Bedredinova | Buurvrouw      |

## Productie

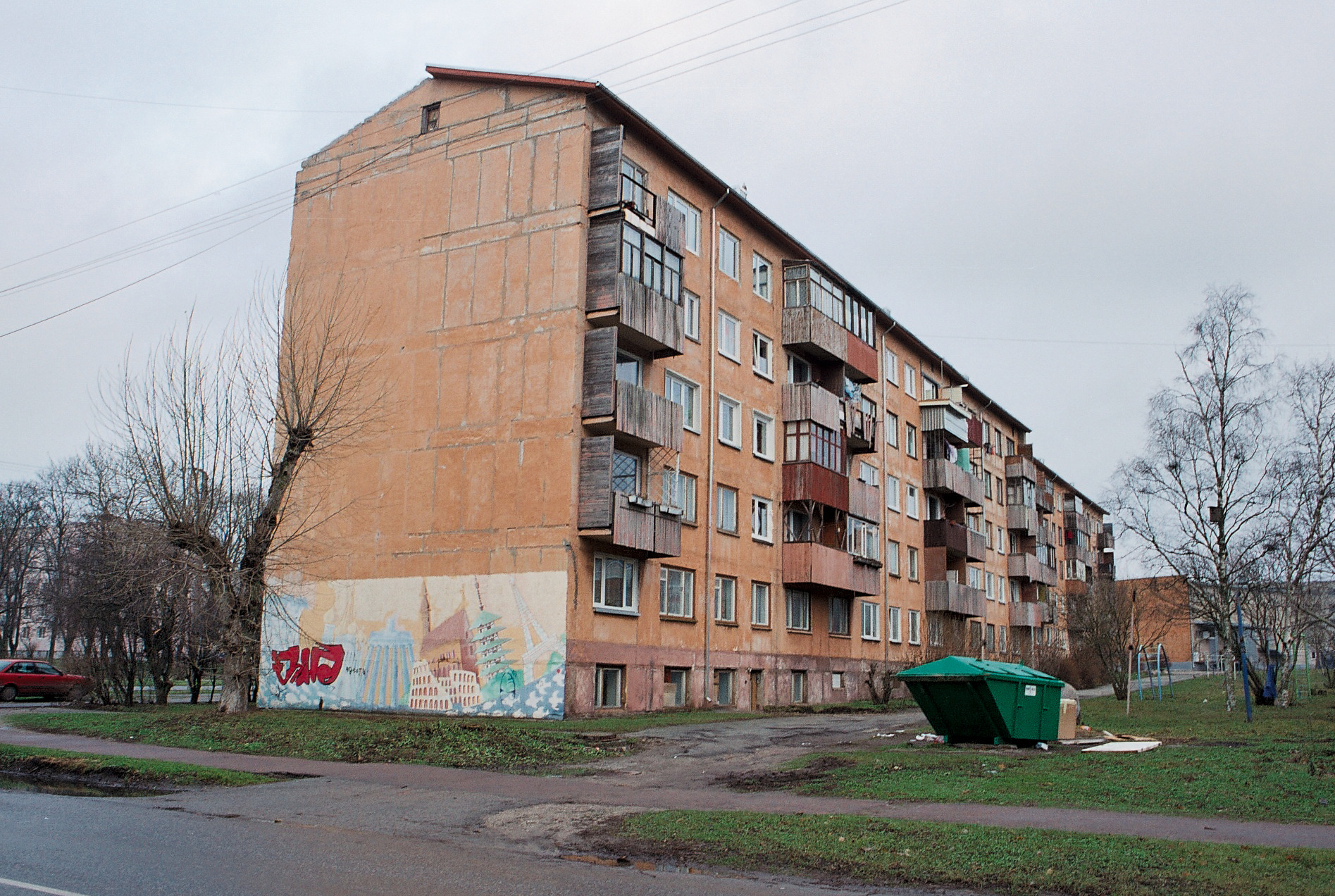
Het flatgebouw in Paldiski waar de meeste opnames plaatsvonden

De film speelt zich af in een niet nader genoemd deel van de voormalige Sovjet-Unie, en de opnames vonden plaats in Paldiski in Estland.

## Muziek
Tijdens de openingsscène wordt het nummer Mein Herz brennt van Rammstein gespeeld.